# Max Näther
Max Näther (24 de Agosto de 1899 – 8 de Janeiro de 1919) foi um piloto alemão durante a Primeira Guerra Mundial. Abateu 26 aeronaves inimigas, o que fez dele um ás da aviação, provavelmente o mais jovem, dada a idade com que alcançou tal feito (18 anos).